# あなたがいるから (倉木麻衣の曲)
「あなたがいるから」は、日本の歌手・倉木麻衣の配信限定シングル。

## 解説
- 「chance for you 〜cinema ver.〜」以来、2度目の配信限定シングル。
- 東日本大震災の救援及び復興の資金に充てるための曲として制作された。収益金は全額、日本赤十字社を通し東日本大震災の義援金として寄付される。
- 2011年4月11日からiTunes Storeで配信。4月20日からBEING GIZA STUDIO及びレコチョク うたでも配信をスタートした。配信時点の段階では、CDとしての予定は無かったが、3年後にリリースされたベストアルバム『MAI KURAKI BEST 151A -LOVE & HOPE-』において初のフィジカル・パッケージ化となった。
- 2011年8月31日からは、日本のプロフィギュアスケーター・荒川静香とのコラボレーション動画「荒川静香×倉木麻衣チャリティームービー『あなたがいるから ～Fantasy on Ice 2011～』」の配信が開始。また、荒川静香と倉木麻衣の音声コメントが入った「あなたがいるから ～Fantasy on Ice 2011 ver.～」も、同年9月7日より配信が開始された。これらによる収益金も全額、東日本大震災の義援金として寄付される。
- 2011年10月22日には、日本武道館で開催された“Mai Kuraki Premium Live One for all, Al for one”にて約100名のオーケストラとのコラボレーションにより披露された。また、2012年1月21日～3月24日までの全国ツアーでのセットリストにも組み込まれた。

## 収録曲
1. あなたがいるから [3:04]
作詞：倉木麻衣、望月由絵 / 作曲：望月由絵 / 編曲：小野塚晃（from DIMENSION）

## 収録アルバム
- MAI KURAKI BEST 151A -LOVE & HOPE-